# Bombardeio estratégico

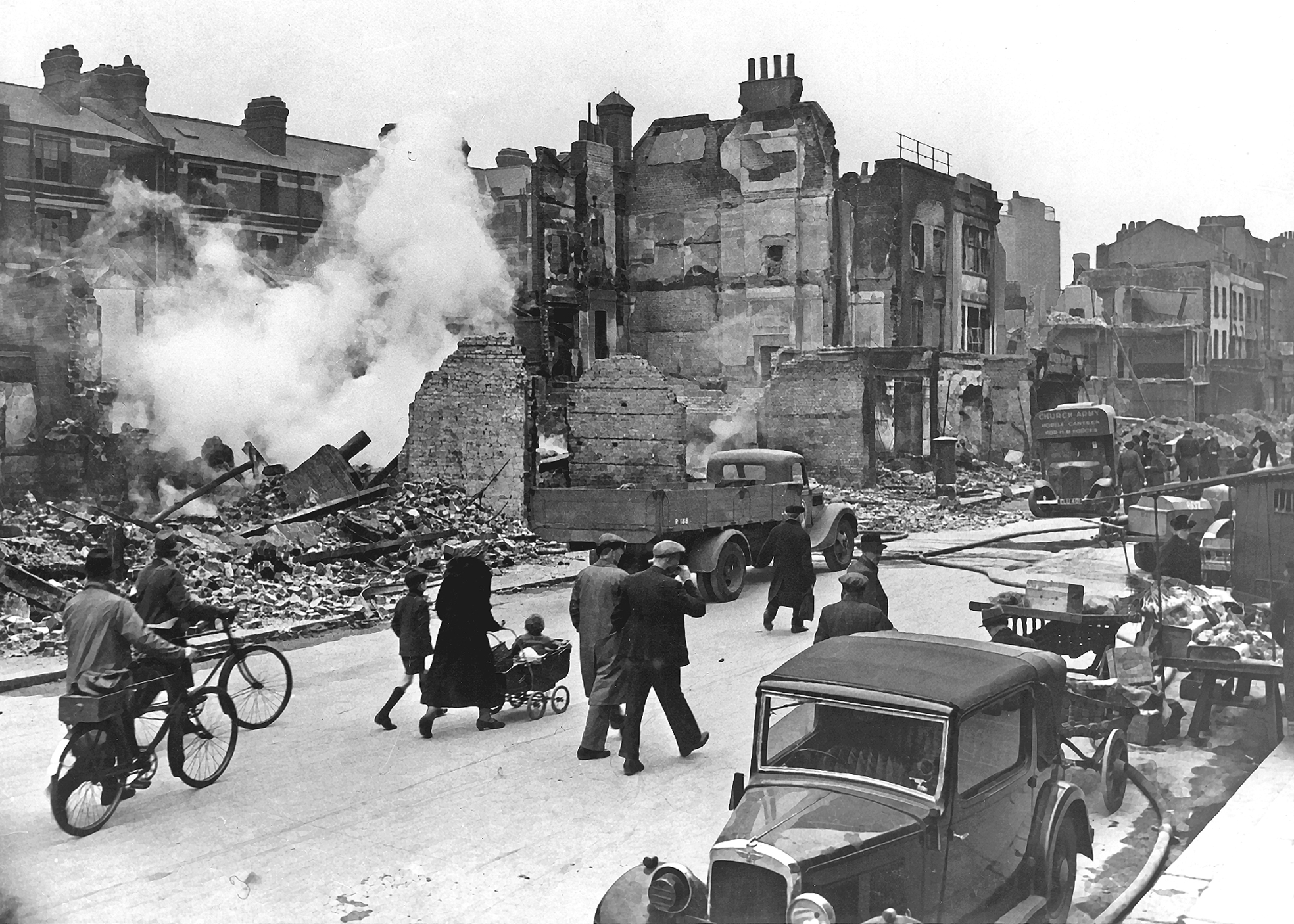
Rua de Londres durante o "Blitz", na Segunda Guerra Mundial.

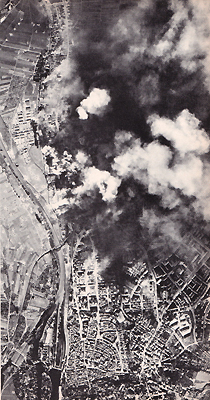
A cidade de Schweinfurt, na Alemanha, sob pesado bombardeio, em 1943.

O bombardeio estratégico, ou bombardeamento estratégico, é uma modalidade de operação militar ou de estratégia militar em que se utilizam de ações estratégicas para realizar maciços ataques aéreos à alvos terrestres de grande importância, considerados estratégicos para o adversário. Geralmente é utilizada em campanhas do tipo guerra total, com o propósito de destruir a capacidade do país inimigo manter a guerra. O bombardeio estratégico consiste num ataque sistematicamente organizado e executado do ar contra alvos militares ou civis relevantes. Difere do bombardeio tático por não envolver necessariamente o ataque às tropas e equipamento militar inimigos, e nem estar próximo da frente de combate terrestre, como são os casos do apoio aéreo aproximado e da interdição aérea.
A distinção entre bombardeiro estratégico e tático pode às vezes não ser totalmente precisa. As missões de bombardeio estratégico podem atacar cidades ou vilas, mas geralmente atacam fábricas, linhas férreas, refinarias, pontes e represas, geralmente localizadas no coração do território inimigo, enquanto as missões de bombardeio tático atacam alvos mais próximos da frente de combate terrestre, como tropas, instalações de Comando e Controle, e paióis de munição. Os bombardeiros estratégicos tendem a ser grandes e a ter longo alcance; os bombardeiros táticos, tendem a ser relativamente menores. Entretanto, a distinção não reside no tipo de aeronave utilizada nem necessariamente no alvo atacado, e sim no propósito do ataque. O bombardeio tático tem o objetivo de destruir unidades militares isoladas do inimigo, enquanto o bombardeio estratégico visa minar a capacidade da nação inimiga fazer guerra, historicamente como numa estratégia de guerra total.

## História
Durante a Primeira Guerra Mundial foram desenvolvidas as primeiras tentativas de utilizar aeronaves para bombardear alvos estratégicos como as cidades dos países inimigos. Os famosos zepelins alemães representaram uma arma importante nos dois primeiros anos de guerra, mas foram abandonados para esses fins, por serem muito lentos, o que os tornava alvos fáceis para os aviões e baterias antiaéreas. 
Na década de 1920 a Inglaterra utilizou sistematicamente bombardeios estratégicos no processo de "pacificação" de populações rebeladas no protetorado que se instalava no Iraque. Consta que foram nesses ataques que pela primeira vez na História, armas químicas foram utilizadas em bombardeios aéreos estratégicos contra populações civis. Neste caso, destacou-se o uso de gás mostarda lançado de aviões contra vilas e pequenas cidades.

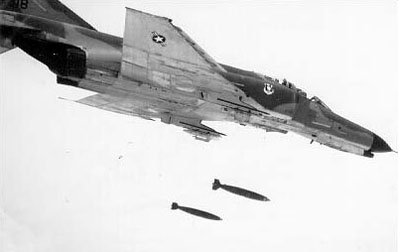
Um caça F-4E lançando suas bombas contra alvos no solo.

Na II Guerra Mundial tanto o Eixo como os Aliados utilizaram bombardeios estratégicos. Estes bombardeios passaram a incluir como alvos, fábricas específicas cuja destruição paralisaria as demais. Daí o ataque sistemático às fábricas de rolamentos ou às refinarias de combustíveis. 
O Japão, que utilizara bombardeios estratégicos contra a China já em 1931 e 1937, voltou a fazê-lo durante a II Guerra Mundial, inclusive com o uso de armas químicas e biológicas.
A Alemanha utilizou ataques sistemáticos à Londres, e inaugurou o uso de mísseis balísticos como nova forma de bombardeio estratégico, mudando inclusive o conceito, que não dependia mais exclusivamente da aeronave (bombardeiro). 
Os Estados Unidos utilizaram bombardeios estratégicos sistemáticos contra a Alemanha e o Japão, tendo como alvos suas maiores zonas industriais. Como o efeito destes bombardeios era restrito e não abalava o moral dos combatentes, passou-se a utilizar o bombardeio das cidades, inclusive com bombas incendiárias, objetivando eliminar a população civil do adversário e acabar com sua capacidade de lutar. As bombas de napalm foram criadas neste contexto e foram usadas para incendiar cidades inteiras.   

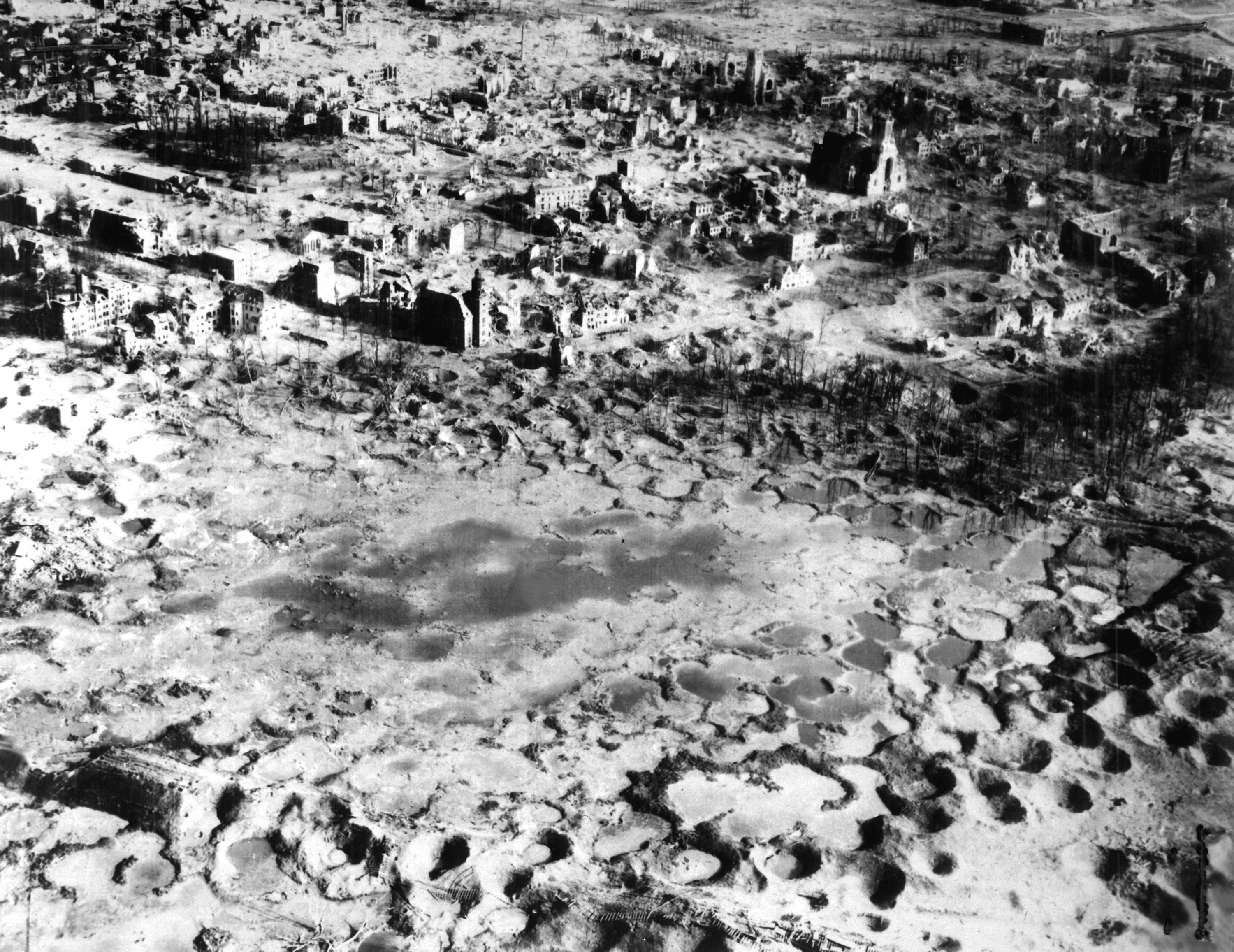
Cidade alemã de Wesel, em 1945. Bombardeios Aliados destruíram 97% da cidade.

Os Estados Unidos inauguram uma nova forma de bombardeio estratégico ao utilizarem meios de varrer cidades do mapa, inicialmente com bombas incendiárias e finalmente com armas nucleares, em Hiroshima e Nagasaki. Neste caso pode-se considerar que o uso destas armas não teve o objetivo de fazer o inimigo desistir de lutar, já que o embaixador japonês na União Soviética já havia pedido a rendição do Japão e as negociações já haviam sido iniciadas, tendo Stalin como intermediário. Este caso de bombardeio estratégico teve o claro objetivo de apressar a rendição do Japão antes que as tropas soviéticas invadissem a China na operação "Tempestade de Agosto", que começou em 8 de agosto de 1945, ao mesmo tempo que servia de exibição de força para a União Soviética.
Durante a Guerra Fria os dois elementos de inovação no bombardeio estratégico da II Guerra Mundial se materializaram em uma única nova arma: os mísseis balísticos armados de ogivas nucleares. O equilíbrio do terror se estabeleceu pela capacidade de ambas as potências de destruírem mutuamente seus exércitos e instalações militares, mas principalmente, suas maiores cidades.
Os bombardeios estratégicos foram largamente usados na Guerra da Coreia, quando os EUA despejaram milhares de toneladas de napalm na Coreia do Norte, além de armas biológicas, como variedades primitivas do antrax. Na ocasião o General americano Douglas MacArthur chegou a solicitar autorização para o governo americano para utilizar armas nucleares no conflito, o que foi negado pelo presidente dos EUA, embora fosse defendida pelo brigadeiro americano Curtis Le May. 
Durante a Guerra do Vietnã o uso de bombardeios estratégicos pelos EUA se tornou mais intenso, porém ficou cada vez mais difícil de identificar diferenças entre o bombardeio tático e o estratégico, dada a quantidade e o poder das bombas utilizadas, assim como a frequência dos ataques. 
Recentemente o bombardeio estratégico passou a incluir armas capazes de desativar apenas temporariamente a infraestrutura energética de um país, como os sistemas de fios que se enganchavam nas torres de alta tensão provocando a queda da transmissão de eletricidade na Iugoslávia, durante os ataques da OTAN em 1999.

### Em território brasileiro

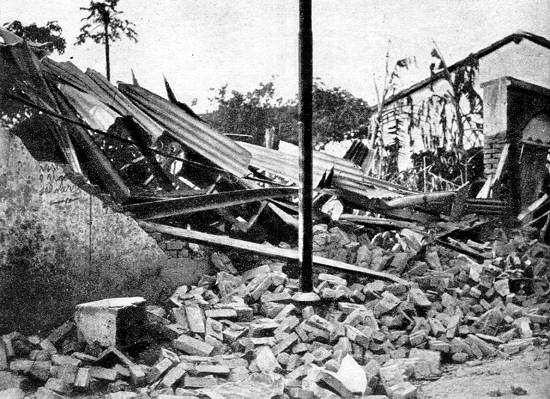
Destroços em Campinas após bombardeio federal durante a Revolução Constitucionalista

Apenas em um único evento o território sofreu, e aplicou ao mesmo tempo, prática de Bombardeio Estratégico Aéreo, durante a Guerra Civil da Revolução Constitucionalista de 1932. Os primeiros "bombardeios" consistiam de disparos de panfletos e jornais buscando fazer com o que os soldados adversários acreditassem no ideal do exército oposto. Para as armas federais o objetivo era convencer os paulistas de que o movimento tratava-se de uma enganação das elites estaduais que buscavam o controle do país. Para os Constitucionalistas, a tarefa era fazer as tropas brasileiras se voltarem com a ditadura do Governo Provisório imposto pela Revolução de 1930, sendo o mais célebre o despejo de panfletos na própria capital nacional, Rio de Janeiro. 
Posteriormente a esse "bombardeio pacífico", dado o prolongamento da guerra civil, a aviação federal passou a aplicar em larga escada o bombardeio buscando neutralizar estradas, ferrovias e pistas de pouso (notadamente do Campo de Marte) utilizadas pelo exército Constitucionalista. A mais importante operação neste campo fora a caçada pelo único maquinário 100% capaz de produzir munições para o lado paulista.   A aviação federal bombardeou diversas regiões da capital paulista na intenção de destruir a principal fábrica bélica revolucionária, esta que era frequentemente mudada de lugar como forma de diminuir as possibilidades de ser atingida, o que, embora a derrota no conflito, teve resultado e o maquinário sobreviveu. Dentre as cidades bombardeadas, destacam-se negativamente as cidades de São Paulo, Santos, Guarujá - o que supostamente teria levado Santos Dumont ao suicídio - e Campinas, onde fora feita, provavelmente, a vítima mais jovem do conflito, o escoteiro Aldo Chioratto, de 9 anos, que prestava serviços de mensageiro ao exército constitucionalista.